# Ganhadeiras
Ganhadeiras era um termo utilizado no século XVII e que prosseguiu no Brasil imperial, em referência às mulheres vindas do continente africano enquanto escravizadas. No Brasil elas estão divididas entre escravizadas e libertas realizando diversos trabalhos de cunho comercial (trabalho de ganho) por isso "ganhadeira".

## História
De acordo com a pesquisadora Cecília Moreira Soares, em: As GANHADEIRAS: mulher e resistência negra em Salvador no século XIX, as relações escravistas nas ruas do século XIX se caracterizavam pelo sistema de ganho. No ganho de rua, principalmente através do pequeno comércio, a mulher negra ocupou lugar destacado no mercado de trabalho urbano, período onde mulheres estavam associadas aos espaços domiciliares. Encontramos tanto mulheres escravas colocadas no ganho por seus proprietários, como mulheres negras livres e libertas que lutavam para garantir o seu sustento e de seus filhos.
É importante ressaltar que muitas ganhadeiras africanas eram provenientes da costa Ocidental da África, onde o pequeno comércio era tarefa essencialmente feminina, garantindo às mulheres papéis econômicos importantes.
É importante ressaltar que as Ganhadeiras estavam presentes em diferentes territórios brasileiros do período colonial, como no Maranhão, onde é possível encontrar referências sobre a diversidade de atividades laborais de cativos negros em documentos oficiais e notas de jornais maranhenses dos séculos XVIII e XIX, nestes arquivos temos uma maior visão das diversas especialidades laborais da população negra escravizada na região da capital maranhense, no Recife,  onde pontos de venda estavam espalhados pelo bairro do porto do Recife, Ilha de Santo Antônio e Boa Vista, mas também às margens e ao longo do rio Capibaribe, assim como nos registros da Casa de Detenção de Recife sobre as situações de Conflitos de Rua entre 1870 e 1880, envolvendo tais mulheres, as ganhadeiras também estavam presentes no Rio de Janeiro, São Paulo e Belo Horizonte, entre outros estados.
No entanto os estudos da historiografia brasileira evidência mais registros das Ganhadeiras de Salvador. Neste sentido, destaco as Ganhadeiras de Itapuã que um grupo sociocultural nascido no bairro de Itapuã, em Salvador, Bahia. que foram tema de Escola de Samba em 2020, no Rio de Janeiro, sendo um grupo que mantêm a memória e a tradição viva por meio de suas práticas e saberes desenvolvido por mulheres negras.